# Grand-Vabre
Grand-Vabre (en occitano Gand Vabre) era una comuna francesa situada en el departamento de Aveyron, de la región de Occitania, que el 1 de enero de 2016 pasó a ser una comuna delegada de la comuna nueva de Conques-en-Rouergue al fusionarse con las comunas de Conques, Noailhac y Saint-Cyprien-sur-Dourdou.

## Demografía
| Gráfica de evolución demográfica de Grand-Vabre entre 1800 y 2013 |
|                                                                   |

Los datos demográficos contemplados en este gráfico de la comuna de Grand-Vabre se han cogido de 1800 a 1999 de la página francesa EHESS/Cassini, y los demás datos de la página del INSEE.